# عبداللطیف مصلح صلاح
عبداللطیف مصلح صلاح (۱۸۸۲ – ۸ نوامبر ۱۹۵۲) سیاستمدار و وکیل فلسطینی بود. او در طولکرم متولد شد، در آنجا تحصیل کرد، از دانشکدهٔ حقوق استانبول فارغ‌التحصیل شد و در دربار سلطانی مشغول به کار شد. اولین رئیس مؤسسه حقوق دمشق در دوران عربی بود. سپس به نابلس بازگشت. او به مدت چهار سال به عنوان عضو مجلس اعلای اسلامی، به نمایندگی از منطقهٔ نابلس، انتخاب شد و امین التمیمی جانشین او شد. او در مؤسسهٔ حقوقی اورشلیم حقوق تدریس می‌کرد. چندین کتاب در زمینه حقوق جزایی نوشت. او به حرفهٔ وکالت اشتغال داشت و مدت‌ها رئیس کانون وکلای فلسطین و اردن بود. حزب بلوک ملی در سال ۱۹۳۵ تأسیس کرد که هدف آن استقلال سیاسی کامل فلسطین و حفظ هویت عربی آن در چارچوب وحدت عربی بود. این تنها حزب فلسطینی بود که دفتر مرکزی‌اش در نابلس بود و پایگاه مردمی گسترده‌ای نداشت.

## زندگی و پیشه
عبداللطیف مصلح صلاح در سال ۱۸۸۲ طولکرم، سنجق نابلس، ولایت بیروت، امپراتوری عثمانی، متولد شد و تحصیلات ابتدایی خود را در آنجا گذراند. سپس به دبیرستانی در نابلس پیوست و تحصیلات متوسطه خود را در مؤسسه سلطانی در اورشلیم به پایان رساند. او از دانشکدهٔ حقوق استانبول فارغ‌التحصیل شد و برای وکالت به نابلس بازگشت.
پس از پایان جنگ جهانی اول، عبداللطیف صلاح به عنوان یک رهبر محلی و یک وکیل توانمند در منطقهٔ نابلس-طولکرم سرشناس شد. او یک دفتر وکالت در نابلس و اورشلیم تأسیس کرد و به خاطر رسیدگی به پرونده‌های زمین، دفاع از حقوق عرب‌ها و مقاومت در برابر تلاش‌های جنبش صهیونیستی برای تصرف آنها، مشهور شد. عبداللطیف صلاح از بدو تأسیس جنبش ملی فلسطین در آن شرکت داشت و به عنوان عضو انجمن اسلامی-مسیحی در نابلس انتخاب شد. او عضو اولین کنگرهٔ عربی فلسطینی بود که در مارس ۱۹۱۹ در اورشلیم برگزار شد و همچنین عضو تمام کنگره‌های بعدی عربی فلسطینی که تا سال ۱۹۲۸ در فلسطین برگزار شدند.
او در سال ۱۹۲۲ در فهرست محمد امین الحسینی به عنوان عضو مجلس اعلای اسلامی انتخاب شد و هنگامی که کانون وکلا در فلسطین تأسیس شد، عبداللطیف صلاح در سال ۱۹۳۴ به عنوان رئیس کانون انتخاب شد.عبداللطیف صلاح در تلاش‌هایی که در دههٔ ۱۹۳۰ برای اتحاد احزاب و جبهه‌ها در یک نهاد ملی واحد انجام شد، مشارکت داشت. اما در نهایت، او حزب بلوک ملی را تشکیل داد که از نظر نفوذ و قدرت ضعیف باقی ماند. به دنبال آغاز اعتصاب عمومی در فلسطین در آوریل ۱۹۳۶، کمیته‌های ملی تشکیل شده در شهرها و روستاهای مختلف فلسطین در یک کنفرانس عمومی که در ۲۵ آوریل ۱۹۳۶ در اورشلیم برگزار شد، گرد هم آمدند و به اتفاق آرا تصمیم به تأسیس کمیتهٔ عالی عربی فلسطین به ریاست امین الحسینی گرفتند. این کمیته شامل رهبران احزاب سیاسی بود و عبداللطیف صلاح به عنوان یکی از اعضای آن به عنوان رئیس حزب بلوک ملی انتخاب شد.
وقتی مقامات قیمومیت بریتانیا این کمیته را منحل و اعضای آن را مورد آزار و اذیت قرار دادند، عبداللطیف صلاح به مصر و سپس به سوریه و لبنان گریخت. اما پس از آنکه مقامات قیمومیت از تصمیم خود منصرف شدند، دوباره به فلسطین بازگشت و سرانجام در اوایل سال ۱۹۳۹ عضو هیئت نمایندگی فلسطین در کنفرانس میزگرد لندن شد. او در پاییز ۱۹۴۵ به عضویت کمیته عالی عرب برای فلسطین انتخاب شد، اما پس از اختلافات بین اعضای آن، خیلی زود آن را تحریم کرد و از آن استعفا داد. او در کمیتهٔ عالی عرب برای فلسطین که در ۱۱ ژوئیه ۱۹۴۶ تشکیل شد، شرکت نکرد.
پس از نکبت ۱۹۴۸ و الحاق بقیه فلسطین به شرق اردن، دولت اردن از صلاح برای تدوین مقررات و قوانین مورد نیاز شرایط جدید کمک خواست.در اردن به فعالیت خود ادامه داد. بنیانگذار کانون وکلای اردن در سال ۱۹۵۰ و اولین رئیس آن در اولین دوره این کانون، از ۲۵ نوامبر ۱۹۵۰ تا ۲۷ سپتامبر ۱۹۵۱ بود. همچنین برای دومین دوره رئیس کانون وکلای اردن، از ۲۸ سپتامبر ۱۹۵۱ تا ۲۵ سپتامبر ۱۹۵۲ بود. عضو دومین دوره سنای اردن، از ۲۰ آوریل ۱۹۵۰ تا ۳ مه ۱۹۵۱ که در آن زمان، سنا تنها بیست عضو داشت و در همان دوره، در مجلس ملی اردن نیز در آن عضویت داشت. صلاح همچنین عضو سومین دورهٔ سنای اردن، از ۱ سپتامبر ۱۹۵۱ تا ۳۱ اکتبر ۱۹۵۱ بود. سنا در آن دوره تنها نوزده نفر را شامل می‌شد و در همین دوره عضو مجلس ملی اردن نیز بود.
عبداللطیف صلاح صبح روز ۸ نوامبر ۱۹۵۲، در سن حدود هفتاد سالگی در امّان، پایتخت اردن، درگذشت. به مناسبت بزرگداشت عبداللطیف صلاح، خیابانی در امان به نام او نامگذاری شد و کانون وکلای اردن «مدال عبداللطیف صلاح» را ایجاد کرد که به شخصیت‌های برجسته حقوقی اهدا می‌شود.

## زندگی شخصی
برادرزادهٔ او، عبدالله امین مصلح صلاح، سیاستمدار و دیپلمات است و برادرزادهٔ دیگرش نیز سیاستمدار فلسطینی، صلاح امین مصلح صلاح، است که در دورهٔ (۱۹۵۱–۱۹۵۷) شهردار طولکرم و عضو اولین مجلس ملی فلسطین بود.